# Liste der Listed Buildings in Renton
In dieser Liste sind sämtliche Baudenkmäler in der schottischen Stadt Renton in West Dunbartonshire zusammengefasst. Die Bauwerke sind anhand der Kriterien von Historic Scotland in die Kategorien A (nationale oder internationale Bedeutung), B (regionale oder mehr als lokale Bedeutung) und C (lokale Bedeutung) eingeordnet. Derzeit gibt es in Renton drei Denkmäler der Kategorie A, sieben Denkmäler aus der Kategorie B und fünf aus der Kategorie C.

## Denkmäler
| Name                          | Typ                | Lage                            | Kategorie | Eintrag | Bild                     |
| ----------------------------- | ------------------ | ------------------------------- | --------- | ------- | ------------------------ |
| Stallungen von Dalmoak House  | Stallungen         | 55° 57′ 35″ N, 4° 35′ 29,6″ W   | B         | 1161    |                          |
| Mains Lodge                   | Lodge              | 55° 57′ 26,6″ N, 4° 35′ 19,4″ W | B         | 1163    | Mains Lodge              |
| Smollett Monument             | Monument           | 55° 58′ 10,6″ N, 4° 35′ 3,2″ W  | A         | 1168    | Smollett Monument        |
| Millburn Church               | Kirchenruine       | 55° 58′ 33,7″ N, 4° 35′ 6,2″ W  | A         | 1176    | Millburn Church          |
| Trinity Parish Church         | Kirche             | 55° 58′ 3,9″ N, 4° 34′ 54,4″ W  | B         | 42920   | Trinity Parish Church    |
| Toreinfahrt von Dalmoak House | Tor                | 55° 57′ 47,1″ N, 4° 35′ 11,4″ W | B         | 42921   |                          |
| Kipperoch Farm                | Bauernhof          | 55° 57′ 43,2″ N, 4° 36′ 26,6″ W | B         | 42922   | Kipperoch Farm           |
| Kipperoch House               | Wohngebäude        | 55° 57′ 44,3″ N, 4° 36′ 17,3″ W | C         | 42923   |                          |
| Argyle Cottage                | Wohngebäude        | 55° 58′ 6,5″ N, 4° 35′ 1″ W     | C         | 42924   |                          |
| Victoria Institute            | Bibliothek         | 55° 58′ 2,9″ N, 4° 35′ 3,3″ W   | C         | 42925   | Victoria Institute       |
| Sulivan’s Bar                 | Gastronomiebetrieb | 55° 58′ 18,4″ N, 4° 35′ 3,2″ W  | C         | 42926   |                          |
| Kriegsdenkmal von Renton      | Monument           | 55° 58′ 10,3″ N, 4° 35′ 3,3″ W  | B         | 42927   | Kriegsdenkmal von Renton |
| Central Bar                   | Gastronomiebetrieb | 55° 58′ 15,4″ N, 4° 35′ 3,1″ W  | B         | 42928   | Central Bar              |
| 18–22 Main Street             | Wohngebäude        | 55° 58′ 5,9″ N, 4° 35′ 1″ W     | C         | 42929   |                          |
| Dalmoak House                 | Villa              | 55° 57′ 33,4″ N, 4° 35′ 27,2″ W | A         | 45600   |                          |

- Karte mit allen Koordinaten:
- OSM |
- WikiMap